# Braye-sur-Maulne
Braye-sur-Maulne – miejscowość i gmina we Francji, w Regionie Centralnym, w departamencie Indre i Loara.
Według danych na rok 1990 gminę zamieszkiwało 197 osób, a gęstość zaludnienia wynosiła 17 osób/km² (wśród 1842 gmin Regionu Centralnego Braye-sur-Maulne plasuje się na 942. miejscu pod względem liczby ludności, natomiast pod względem powierzchni na miejscu 1061.).